# Komakino
Komakino je bila slovenska post-punk skupina, aktivna v letih 1987–1988. Imenovali so se po istoimenskem singlu vplivne angleške skupine Joy Division.
V kratkem času obstoja je skupina nastopila na dveh večjih koncertih, in sicer v Študentskem naselju v Rožni dolini na dan mladosti, 25. maja 1987 (s skupinami, kot so Ekaterina Velika, Pankrti in Zabranjeno pušenje), ter na Novem rocku 1988.

## Zgodovina
Nekaj let pred nastankom skupine sta se v Riu de Janeiru spoznala Bojan Ažman in Maček in ugotovila, da imata podoben glasbeni okus in da bi lahko skupaj začela ustvarjati glasbo. Začela sta eksperimentirati v nekem podstrešnem studiu in pri tem namesto pravih bobnov uporabljala ritem mašino, ker nista mogla najti bobnarja. Njuna glasba je bila zato do neke mere elektronska, napisala pa sta večino pesmi, ki sta jih pozneje igrala v zasedbi Komakino. Leta 1986 sta spoznala Dragana Tomaševiča, ki je bil takrat kitarist v neki skupini z Žiko Miloševićem. Z Miloševićem so napisali besedilo pesmi »Sic Transit«, Tomaševič pa je uradno postal kitarist skupine Komakino, ki je ime vzela po singlu skupine Joy Division. Tomaševič je k sodelovanju povabil še Ano Korenini.
Pred svojim debitantskim nastopom v živo so skupaj v Studiu Tivoli posneli tri pesmi – »Noč«, »Sic Transit« in »Divja reč« – in od RGL in delno tudi Radia Študent prejeli dober odziv. Snemanje je potekalo ponoči in ni bilo pooblaščeno, pri snemanju pa sta pomagala Iztok Turk in Janez Križaj. Druge tri posnetke je skupina posnela z Dadijem Kašnarjem (takrat bobnarjem skupine Miladojka Youneed), ki pa je sredi snemanja odšel in preostanek dela prepustil članom skupine.
Znotraj skupine pa je prihajalo do konfliktov, ki so se med raznimi nastopi pred Novim rockom stopnjevali. Pred koncertom na Novem rocku 1988 je skupino zapustil vokalist Bojan Ažman. Namesto njega je nastopil Grega Vesel, klaviature pa je igral Mitja Doma. Po koncertu je skupina dokončno razpadla.

## Člani
- Bojan Ažman — vokal
- Dragan Tomaševič — kitara
- Maček — bobni
- Ana Korenini — bas kitara

## Posnetki
- »Noć«
- »Sic Transit«
- »Divja reč«
- »Demon norosti«
- »Strange Days« (priredba skupine The Doors)
- »Srečna smrt«